# Vince Cable
John Vincent "Vince" Cable, född 9 maj 1943 i York i Yorkshire, är en brittisk politiker (Liberaldemokraterna). Han var näringsminister 2010–2015 och partiledare mellan 2017 och 2019. Cable var ledamot av underhuset för Twickenham mellan 1997 och 2015 samt mellan 2017 och 2019.
Han har tidigare arbetat som chefsekonom på Shell och varit partiets talesman i finanspolitik 2003–2010.